# Kościół św. Stanisława Kostki w Szczytnie
Kościół św. Stanisława Kostki w Szczytnie – kościół w Szczytnie, zbudowany w latach 20. XX wieku. Mieści się przy ulicy Niepodległości 11. Od 1998 widnieje w rejestrze zabytków.

## Historia
Obiekt został zbudowany w latach 1929-1931 przez wiernych należących do Kościoła Nowej Wiary Apostolskiej. W 1946 świątynię przejęli katolicy. Jej poświęcenia dokonali księża Józef Kuj i Władysław  Łaniewski. 20 listopada 1980 przekształcono dotychczasową samodzielną placówkę duszpasterską na parafię. Dokonał tego biskup Józef Glemp. W roku 1984 budynek rozbudowano o wieżę zwieńczoną krzyżem.

## Architektura
Kościół reprezentuje styl modernistyczny. Jest to budowla halowa ze sklepieniem kasetonowym i wyodrębnionym prezbiterium.